# Io vivrò e tutti i miei grandi successi
Io vivrò e tutti i miei grandi successi è un album inciso da Rosanna Fratello nel 1998 per l'etichetta SAAR Records, contiene il brano inedito Io vivrò composto da Pino Carella e nuove versioni dei suoi successi.

## Tracce
1. Io vivrò (inedito) (Pino Carella)
2. Sono una donna non sono una santa (A. Testa, R. Sciorilli)
3. Io canto per amore (A. Favata, A. Balducci, G. Guarnieri)
4. Ciao anni verdi (Adriano Celentano, N. De Luca, V. Pallavicini)
5. Amsterdam (Daniele Pace, Mario Panzeri, P. Calvi)
6. Pazza io (G. Pontesilli, L. Rossi)
7. Lacrime nel mare (Franco Califano)
8. Stammi vicino (L. Albertelli, M. Guantini, P. Grugni)
9. Non sono Maddalena (Giorgio Conte, V. Pallavicini)
10. Una rosa una candela (C. Conti, G. Argenio)
11. Va speranza va (Lorenzo Pilat)
12. Tornerai (D. Olivieri, N. Rastelli)
13. L'amore è un marinaio (A. Testa, C. Minellono, E. Sciorilli)
14. Vitti 'na crozza (I. Privitera, V. Alberti)